# Wilcox (Canada)
Wilcox è un villaggio del Saskatchewan, Canada, nella municipalità di Brett's Lake. Si trova a circa 40 km a sud di Regina. Il villaggio è stato ufficialmente fondato nel 1907. Al censimento del 2011 contava 339 abitanti, in crescita rispetto ai 222 del 2006.

## Sport
La piccola località ha una squadra di hockey su ghiaccio giovanile, i Notre Dame Hounds, che disputa la Saskatchewan Junior Hockey League.